# Vincetoxicum floribundum
Espèce
Vincetoxicum floribundum est une espèce de plantes à fleurs de la famille des Apocynaceae. Elle est originaire d'Australie.

## Utilisation
Les fruits lactescents sont consommés ainsi que les jeunes feuilles.

## Systématique
Le nom correct complet (avec auteur) de ce taxon est Vincetoxicum floribundum (R.Br.) Kuntze.
L'espèce a été initialement classée dans le genre Cynanchum sous le basionyme Cynanchum floribundum R.Br..
Vincetoxicum floribundum a pour synonymes :
- Cynanchum floribundum R.Br.
- Cynoctonum floribundum (R.Br.) Decne.
- Schizocorona floribunda (R.Br.) F.Muell.